# Guy Viarre
Guy Viarre est un poète français né le 23 juin 1971 à Albert dans la Somme, mort le 17 octobre 2001 à Tarbes.

## Biographie
Né de mère haïtienne et de père français, Guy Viarre passe son enfance dans les Hautes-Pyrénées. Il publie ses premiers textes dans des revues telles que Encres Vives, Rivaginaires (dont il était membre du comité de rédaction), avant la parution de Devant le Sel et Finir Erre, premiers recueils de poésie aux Éditions Unes.
Après des études de lettres au lycée Pierre-de-Fermat (Toulouse) et l'obtention du CAPES (il démissionne avant sa prise de fonctions), il se consacre à l'écriture. Première publication de Tautologie une dans l'ouvrage collectif Venant d'où en 2002 aux éditions Flammarion, qui rééditent en 2007 une version augmentée sous le titre de Tautologie une & autres textes, préfacé et annoté par Cédric Demangeot. C'est avec ce dernier qu'il cofonde la revue moriturus en 2001.
Guy Viarre met fin à ses jours le 17 octobre 2001. Cédric Demangeot, fondateur des éditions fissile, continue après sa mort la mise en forme des textes inédits, inachevés et autres fragments, facilitant ainsi l'édition de ses ouvrages post-mortem.
France Culture a consacré une émission au poète, le 15 août 2010, produite par Mathieu Bénézet.

## Analyse de l'œuvre
Peu d'articles et d'études existent pour l'instant sur Guy Viarre (voir plus bas). Pour une bonne connaissance de la genèse de l'œuvre et des influences, il est bon de consulter, non seulement la revue moriturus qu’il a publié, mais les éditions établies par Cédric Demangeot chez Fissile, dont les diverses notes et notices fournissent des indications importantes.
Ce chapitre est à écrire. On notera la publication en 2021 d'un mémoire de master en libre accès portant sur l'œuvre de Guy Viarre : Poétique de l'errance et de l'altérité dans l'œuvre de Guy Viarre.

## Citations
La poésie de Viarre trouve une de ses formes les plus significatives dans l'aphorisme, dont voici quelques-uns :
- « L'œuvre me bouleverse où le détail est synecdochique de tout. D'aucuns disent : mais on ne le sait qu'à la fin ? Précisément on ne le sait pas à la fin, on le sait pendant, au moment du détail » (Les jours s'en vont je demeure, Les Cabannes, Fissile, 2007)
- « Qu'arrive-t-il si on retire à ethno-, anthropo-, psycho-, son –logue ? » (Les jours s'en vont je demeure, Les Cabannes, Fissile, 2007)
- « Chanter juste [c'est] chanter le désaccord entre soi et le monde, et qu'on y est » (Les jours s'en vont je demeure, Les Cabannes, Fissile, 2007)
- « La psychanalyse a tort de vouloir réparer notre silence » (Dire je meurs, Les Cabannes, Fissile, 2008)
- « L'involution [c'est le] redéploiement » (Finir erre, Paris, Unes, 1999)
- « Métaphore ne prévient pas – ne prévoit pas pour être générale et cruelle » (Le Livre des parois, Montpellier : Grèges, 2005)
- « Éteindre : limpide » (Restes noirs, Les Cabannes, Fissile, 2008)
- « Chair arrimée à l'os de l'air et devenue le bruit » (Restes noirs, Les Cabannes, Fissile, 2008)
- « Je l'ignore, mais je l'ignore infiniment. Et infiniment c'est une mâchoire » (Finir erre, Paris, Unes, 1999)
- « Charbon par la parole entière / la parole entièrement / arriérée garde le sac / connaît l'occupation du sac » (Échéances du mort, Les Cabannes, Fissile, 2008)
- « L'état d'étant est l'état de gueule » (Finir erre, Paris, Unes, 1999)
- « C'est être : où la vie perceptible s'interrompt comme à l'orant » (Restes noirs, Les Cabannes, Fissile, 2008)
- « Il n'y aura d'étoilement que mat » (Dire je meurs, Les Cabannes, Fissile, 2008)
- « Pensée à la lettre – a/céphale » (Pire, Les Cabannes, Fissile, 2005)

## Publications
- Devant le sel, Draguignan, Éditions Unes, 1999.
- Finir erre, Draguignan, Éditions Unes, 1999.
- Descriptions du petit, Montpellier, La Bibliothèque du lion, 2000.
- IMPORTANT 1, 2, 3, Bagnères-de-Bigorre, Cadratins, 2001.
- Don’t call me worthy, Montpellier, Grèges, 2002.
- Sans un, Les Cabannes, Fissile, 2004.
- Pire, Les Cabannes, Fissile, 2005.
- Le Livre des parois, Montpellier, Grèges, 2005.
- June ou la forêt qui commence, Les Cabannes, Fissile, 2006. L'édition artistique contient des illustrations de Caroline Sagot Duvauroux.
- Tautologie une & autres textes, préface de Cédric Demangeot, Paris, Flammarion, 2007.
- Les jours s'en vont je demeure, Les Cabannes, Fissile, 2007.
- Dire je meurs, Les Cabannes, Fissile, 2008.
- Restes noirs, Les Cabannes, Fissile, 2008.
- Echéances du mort suivi de Bâillon clair, Les Cabannes, Fissile, 2008.
- Le Moins du monde, Montpellier, Grèges, 2009.
- Descriptions du petit, Les Cabannes, Fissile, 2011[5].
- Dissolutions, précédé de Invitus invitam, Les Cabannes, Fissile, 2015.
- Toute la nuit en micro pointe, Conséquence, 2017.